# Rose on the breast
「Rose on the breast」（ローズ　オン　ザ　ブレスト）は、原由実の楽曲。谷ユカリが作詞、橋本由香利が作曲を手掛けた。原の4枚目のシングルとして2014年6月25日に5pb.Recordsから発売された。

## 概要
2014年6月25日に5pb.Recordsから発売された。原のシングルとしては前作「intention」から約11ヶ月ぶりのリリースとなる。
本曲は、PlayStation 3用ゲームソフト『神様と運命覚醒のクロステーゼ』 のエンディングテーマとして、カップリング曲「In the rain」はPlayStation Vita用ソフト『コープスパーティー BLOOD DRIVE』 のオープニングテーマとしてそれぞれ起用された。
DVD付盤と通常盤の2タイプでのリリースとなっており、通常盤では原由実の写真のジャケット、DVD付盤では『神様と運命覚醒のクロステーゼ』で原由実が演じているキャラクター『東江アルル』が描かれたジャケットとなっている。

### キャッチコピー
貴方は誰を…、選びますか…？

## 収録曲
| #         | タイトル                           | 作詞      | 作曲       | 編曲       | 時間  |
| --------- | ---------------------------------- | --------- | ---------- | ---------- | ----- |
| 1.        | 「Rose on the breast」             | 谷ユカリ  | 橋本由香利 | 橋本由香利 | 4:29  |
| 2.        | 「In the rain」                    | 宮藤優矢  | Johnny.k   | Johnny.k   | 4:56  |
| 3.        | 「オレンジ色の季節」               | 松本流花  | L75-3      | 南利一     | 4:37  |
| 4.        | 「Rose on the breast -off vocal-」 |           |            |            | 4:28  |
| 5.        | 「In the rain -off vocal-」        |           |            |            | 4:56  |
| 6.        | 「オレンジ色の季節 -off Vocal-」   |           |            |            | 4:35  |
| 合計時間: | 合計時間:                          | 合計時間: | 合計時間:  | 合計時間:  | 28:02 |

| #  | タイトル                                                                | 作詞 | 作曲・編曲 | 時間 |
| -- | ----------------------------------------------------------------------- | ---- | ---------- | ---- |
| 1. | 「Rose on the breast （music video）」                                  |      |            | －   |
| 2. | 「Rose on the breast （making）」                                       |      |            | －   |
| 3. | 「「原 由実バースデーイベント 2014 Place of my love」ダイジェスト映像」 |      |            | －   |